# Los Gallardos
Los Gallardos é um município da Espanha 
na província de Almería, comunidade autônoma da Andaluzia, de área 35 km² com população de 3752 habitantes (2009) e densidade populacional de 107,2 hab/km².

## Demografia
| Variação demográfica do município entre 1996 e 2008 | Variação demográfica do município entre 1996 e 2008 | Variação demográfica do município entre 1996 e 2008 | Variação demográfica do município entre 1996 e 2008 |
| --------------------------------------------------- | --------------------------------------------------- | --------------------------------------------------- | --------------------------------------------------- |
| 1996                                                | 2001                                                | 2004                                                | 2008                                                |
| 1761                                                | 1897                                                | 2583                                                | 3689                                                |